# Cormoret
Cormoret is een gemeente en plaats in het Zwitserse kanton Bern, en maakt deel uit van het district Jura bernois.
Cormoret telt 481 inwoners.